# Irn-Bru

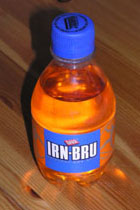
Napój charakteryzuje się pomarańczową barwą

Irn-Bru (wym. ˈaɪɚn bruː) – napój gazowany zawierający kofeinę, produkowany w Cumbernauld i Mansfield na licencji firmy Barr.
Napój ten charakteryzuje się lekko cytrynowym smakiem, i znany jest z jasnopomarańczowego koloru. Receptura Irn–Bru jest dobrze strzeżoną tajemnicą, która znana jest tylko dwóm członkom zarządu firmy Barr, producenta napoju. Obecnie jest najbardziej popularnym napojem bezalkoholowym w Szkocji, lubianym tam nawet bardziej niż Coca Cola. Markę tę w 2005 roku promowała polska piosenkarka Doda.